# 高亚麟
高亚麟（1972年6月29日—），本名高亚林，山东淄博人，毕业于中国人民解放军艺术学院。中国男演员，也曾担任编剧、导演、制片人、发行人等。

## 演出作品

### 電影
- 2023年：不曾消失的爱 饰 韩金成
- 2024年：重山之外 (兼任監製)

### 电视剧
- 1994年：三国演义 饰 宋宪
- 2000年：鄭成功 饰 郑泰
- 2000年：乱世英雄吕不韦 饰 嫪毐
- 2001年：不要和陌生人说话 饰 部长
- 2002年：大脚马皇后 饰 孙芝山
- 2002年：点燃我生命的是你 饰 宫光明
- 2003年：十八罗汉 饰 汪如泉
- 2004年：炊事班的故事
- 2004年-2008年：家有儿女系列 饰 夏东海
- 2006年：朱元璋 饰 弘能
- 2007年：大唐芙蓉园 饰 李辅国
- 2007年：大路朝天 饰 张主任
- 2009年：和空姐一起的日子 饰 刘盟
- 2009年：无敌三脚猫 饰 王波
- 2009年：老大的幸福 饰 赵东文

| 首播   | 劇名                   | 角色         | 備註                                 |
| 2008年 | 震撼世界的七日         | 高一強       |                                      |
| 2010年 | 樂活家庭               | 馮志         | 兼任導演                             |
| 2010年 | 樂活家庭第二部         | 馮大志       | 兼任導演                             |
| 2010年 | 張小五的春天           | 周所長       |                                      |
| 2011年 | 大學生士兵的故事       | 監察副主任   | 客串                                 |
| 2011年 | 星際精靈藍多多         | 高校長       | 兼任導演                             |
| 2012年 | 小菊的春天/小菊的秋天  | 方海         |                                      |
| 2012年 | 藍天花朵               | 黄凡         | 客串                                 |
| 2012年 | 激情永遠燃燒           | 徐二海       |                                      |
| 2013年 | 大學生士兵的故事2      | 團長         | 客串                                 |
| 2013年 | 戒煙不戒酒             | 嚴保久       |                                      |
| 2013年 | 推拿                   | 張宗琪       |                                      |
| 2013年 | 咱們結婚吧             | 孫總         | 客串                                 |
| 2014年 | 紙婚                   | 顧爸爸       |                                      |
| 2014年 | 我的博士老公           | 蔣偉仁       | 客串                                 |
| 2014年 | 坐88路車回家           | 車隊長       |                                      |
| 2015年 | 酷爸俏媽               | 黃新華       |                                      |
| 2015年 | 天使的微笑             | 馬夫         | 客串                                 |
| 2015年 | 前夫求愛記             | 高大尚       | 兼任藝術總監                         |
| 2015年 | 歲月如金               | 李二胡       |                                      |
| 2015年 | 青春集結號             | 北茫         | 兼任監製                             |
| 2016年 | 飲食男女               | 徐醫生       | 兼任導演                             |
| 2016年 | 我們最美好的十年       | 周慕然       |                                      |
| 2016年 | 頭號前妻               | 方為綱       |                                      |
| 2017年 | 人民的名義             | 劉新建       | 兼任出品人、總制片人、總發行人       |
| 2018年 | 家有兒女初長成         | 杜偉         | 兼任出品人、總策劃                   |
| 2018年 | 伙頭軍客棧             | 高總         | 兼任出品人、總制片人、總發行人、導演 |
| 2018年 | 黄土高天               | 錢跃進       | 客串，兼任出品人                     |
| 2019年 | 小镇警事               | 不適用       | 兼任總出品人、制片人                 |
| 2020年 | 郝仁的美好生活         | 王菲菲       | 兼任出品人、總制片人、導演           |
| 2020年 | 绿水青山带笑颜         | 錢總         | 客串                                 |
| 2020年 | 刺                     | 雷隊         | 網絡劇                               |
| 2022年 | 冰雪之名               | 賈建軍       | 下部《冬奥梦想》                     |
| 2023年 | 三体                   | 被襲擊的路人 |                                      |
| 2023年 | 显微镜下的大明之丝绢案 | 黄凝道       | 網絡劇                               |
| 2023年 | 卧底警花               | 華叔         | 兼任出品人、總導演                   |
| 2023年 | 石俊峰办案记           | 凱           | 網絡短劇                             |
| 待播   | 煮婦的幸福生活         |              |                                      |
| 待播   | 浣溪沙                 |              |                                      |
| 待播   | 白日梦告白书           |              | 網絡劇                               |

## 社会活动
- 中国广播电视社会组织联合会文化艺术视听传播委员会 第一届 会长[5]
- 中国广播电视社会组织联合会演员委员会第二届理事会 副会长[6]

## 个人生活
高亚麟的妻子时玮比高亚麟小11岁，也是编剧和演员，两人于2008年2月21日（正月十五）领证结婚。
2024年5月8日，女演员魏嘉发文指控称高亚麟在自己怀孕期间出轨女演员徐梓钧和家暴，并称高亚麟与前妻早已离婚，自己与高亚麟没有领结婚证。
2024年5月10日，魏嘉再次公布二人的聊天记录，称曝光高亚麟是为给孩子上户口。与此同时，徐梓钧发文称自己与高亚麟并没有超越朋友关系。高亚麟的此次风波亦波及到其待播剧集，其原本于《刑警的日子》饰演的角色黄队改由张磊扮演。2025年8月，据第三方平台显示，高亚麟已被列为被执行人，执行标的310.4万余元。其关联的10余家企业所持788万元股权已于2024年9月5日被冻结，期限为三年。